# Myiodynastes chrysocephalus
Caça-moscas-de-coroa-dourada ou bem-te-vi-lagarteiro (Myiodynastes chrysocephalus) é uma espécie de ave da família Tyrannidae.
Pode ser encontrada nos seguintes países: Argentina, Bolívia, Colômbia, Equador, México, Panamá, Peru e Venezuela.
Os seus habitats naturais são: regiões subtropicais ou tropicais húmidas de alta altitude e florestas secundárias altamente degradadas.